# ダニロ・パンティッチ
ダニロ・パンティッチ（Danilo Pantić 、1996年10月26日 - ）は、セルビア・ルマ出身のプロサッカー選手。FCスパルタク・トルナヴァ所属。ポジションはMF。

## クラブ経歴

### パルチザン
パルチザン・ベオグラードの下部組織で育成された。2013年5月26日のFKスパルタク・スボティツァ戦でトップチームデビュー。

### チェルシー
2015年7月13日、125万ポンドでチェルシーが獲得。4年契約を結び、直後にフィテッセにレンタル移籍。その後も古巣パルチザン等へレンタルに出され、チェルシーでの出場はなかった。

### パルチザン復帰
2021年6月16日、パルチザンに復帰した。

## タイトル
パルチザン
- セルビア・スーペルリーガ: 2012–13, 2014–15
- セルビア・カップ: 2017-18, 2018-19